# Farges-lès-Chalon
Farges-lès-Chalon è un comune francese di 743 abitanti situato nel dipartimento della Saona e Loira nella regione della Borgogna-Franca Contea.

## Società

### Evoluzione demografica
Abitanti censiti